# Ганзбург, Лазарь Моисеевич
Лазарь Моисеевич Ганзбург (3 Июня [17 июня] 1910, Полтава — 18 января 1995, Днепропетровск) — украинский и советский специалист в области двигателестроения.

## Биография
После окончания в 1936 году Харьковского машиностроительного института работал на заводе № 29 в Запорожье; в 1941—1948 — в Омске; в 1944—1945 — заместителем секретаря Омского обкома ВКП(б) по авиационной промышленности.
В 1948—1987 — на ПО «Южный машиностроительный завод» (Днепропетровск): начальником производства двигателей (с 1958), начальником опытного производства (с 1959), заместителем генерального директора по производству тракторов (с 1964), заместителем генерального директора по производству и товаров народного потребления (с 1978), заместителем главного инженера по реконструкции и развитию гражданского производства.
Внёс вклад в развитие ракетно-космической деятельности «Южмаша». Осваивал изготовление ракет Р-1, Р-2, Р-5 (Главный конструктор С. П. Королёв), Р-12, Р-14, Р-16 (Главный конструктор М. К. Янгель) и жидкостных ракетных двигателей, руководил производством корпусов, агрегатов и систем изделий на стадиях опытной разработки.
С 1964 активно занимался совершенствованием тракторного производства и развитием производства товаров народного потребления.